# Destin français
Ne doit pas être confondu avec Le Destin français.
Destin français est un essai de l'écrivain français Éric Zemmour paru le 12 septembre 2018.
L'essayiste y propose sa vision de l'histoire de France. Celle-ci a été fortement critiquée par de nombreux historiens , qui prétendent mettre en lumière les erreurs que comporterait l'ouvrage, notamment à travers un livret d’une cinquantaine de pages  regroupant plusieurs historiens[réf. nécessaire]. 
Mis en rayon en milieu de semaine, l'ouvrage entre dans le classement des meilleures ventes de livres dans la semaine du 10 au 16 septembre 2018. Il est directement premier de la catégorie « Essais et Références ». Dès la deuxième semaine, il est premier toutes catégories confondues, détrônant Les Prénoms épicènes d'Amélie Nothomb. En troisième semaine, il est détrôné à son tour par la sortie du tome 4 de L'Arabe du futur de Riad Sattouf. En quatrième semaine, il perd la tête de la catégorie « Essais et Références » au profit de 21 leçons pour le XXIe siècle de Yuval Noah Harari, qu'Éric Zemmour considère comme « l'intellectuel organique — un parmi beaucoup d’autres — de cette société « fluide » que nos élites mondialisées veulent imposer à des peuples qui s'accrochent à leurs identités et à leurs essences ». Après 16 semaines de présence, il sort du classement des meilleures ventes le 31 décembre 2018.
Près de 100 000 exemplaires du livre sont vendus à la fin de l'année 2018, ce qui, loin des ventes du Suicide français, reste un score élevé dans une catégorie documents dominée en 2018 par Un été avec Homère de Sylvain Tesson et ses 180 000 exemplaires.

## Contenu de l'ouvrage
Selon Zemmour, les historiens de métiers auraient « titres et postes », auraient « intégré les lieux de pouvoir et [tiendraient] les manettes de l’Etat » pour contrôler le passé, ce qui aurait abouti selon lui à « un travail de déconstruction qui n’a laissé que des ruines ». Pour Zemmour, ces historiens  détruiraient la France, « interdisant même qu’on en écrive l’histoire » et « portent ainsi une lourde responsabilité dans les nouvelles guerres civiles qui s’annoncent ». Ce livre est censé être une réponse à ces « historiens professionnels ».
Dans l'introduction, Éric Zemmour aborde d'abord son enfance et sa famille. Adversaire de la psychologisation à outrance, il justifie ce choix par la nécessité de dire d'où il parle.
Zemmour relève des figures supposément déchues par ce qu'il nomme les « déconstructeurs » de l'histoire de France. Ainsi, il avance que Catherine de Médicis aurait combattu les Huguenots, non parce qu'ils étaient protestants, mais parce qu'ils se seraient opposés et auraient affaibli la politique du roi de France. Dans un même esprit, il avance que Robespierre serait l'inventeur de l'État-providence, le promoteur de l'État-nation, ainsi qu'un homme de raison. En outre, il fait sien cet éloge d'Ernest Renan : « Napoléon sauva la Révolution, lui donna une forme, une organisation, un prestige militaire inouï ».
Parallèlement à ces réhabilitations, Zemmour procède également à une attaque certaines figures phares du progressisme, qu'il fustige, et dont le « père » serait Victor Hugo, dont le désir aurait été, selon Zemmour, d'« ouvrir des écoles pour fermer des prisons ». Un long chapitre est dédié au baron James de Rothschild et aux juifs qui servaient les États absolutistes au XIXe siècle, comme les représentants du « parti de l'étranger »[source insuffisante].
Zemmour consacre à de Gaulle et à Pétain deux chapitres miroirs, dont les sous-titres « l'homme qu'il faut aimer » et « l'homme qu'il faut détester ». Zemmour les décrit comme  « les deux cordes dont l’arc de la France avait besoin » et y défend « la thèse du bouclier et de l'épée », une thèse révisionniste développée par l'écrivain Robert Aron et depuis largement contredite par les historiens.
Pour Éric Zemmour, la France serait « le pays des guerres civiles », et la prochaine arriverait bientôt car « nous avons mis du sentiment dans la politique depuis trente ans face à l'invasion que nous subissons ».

## Réception par les historiens
Dans une tribune publiée dans Le Monde, l'historien Gérard Noiriel estime que Zemmour cherche à « réhabiliter une conception surannée de l’histoire » et que son ouvrage constitue une tentative de « discréditer » les historiens de profession. Réfutant la « rhétorique réactionnaire » de Zemmour, Noiriel mentionne les erreurs factuelles commises par l'auteur tout au long de son livre ainsi que les amalgames qu'il mettrait en œuvre. Enfin, il ironise sur la « posture du héros bâillonné » adoptée par Zemmour, qui bénéficie d'un accès aux médias bien plus important que les chercheurs qu'il dénonce.
En 2022, un collectif de seize historiennes et historiens soulève son « imposture » en commentant une série de citations tirées de l'ouvrage. Ses thèses sur Clovis, les croisades, Saint-Louis, le Grand Ferré, Voltaire, la Vendée, Pétain, Simone de Beauvoir, l'indépendance de l'Algérie développées dans l'ouvrage sont qualifiées de « falsifications et manipulations politiques du passé ». Les auteurs estiment alors qu'il « fait mentir le passé pour mieux faire haïr au présent » et qu'il cherche à « déformer l’histoire pour la mettre au service de ses visions idéologiques ». L'historienne Mathilde Larrère explique dans une vidéo qu'Éric Zemmour attribut à Simone de Beauvoir un faux propos qui est en fait tiré à la lettre du livre 1940-1945 Années érotiques de l'écrivain réputé proche de Zemmour Patrick Buisson.
Dans Slate, deux doctorants en histoire médiévale décèlent onze fautes et approximations dans la chapitre consacré à l'histoire médiévale, mentionnant qu'Éric Zemmour propose « une vision personnelle de l'histoire de France... appuyée sur de nombreuses erreurs et contre-vérités ». Ils expliquent en outre qu'il mobilise à l'appui de son propos des historiens et essayistes très controversés comme Dimitri Casali et Sylvain Gouguenheim ou des historiens en leur temps importants mais aujourd'hui datés comme René Grousset ou Jules Michelet, ignorant ainsi les avancées de la recherche des dernières décennies et les débats historiographiques les plus récents.
Dans Nonfiction, les doctorants en histoire moderne Guillaume Lancereau, Baptiste Roger Lacan et Jan Synowiecki estiment que, sur la partie consacrée au XVIIIe siècle, Éric Zemmour s'inscrit dans la tradition intellectuelle des anti-Lumières, proches de « l’anti-rationalisme complotiste de l’Action française » ainsi que des écrits de l'auteur d'extrême-droite Pierre Gaxotte sur la Révolution française, et que ses attaques contre Voltaire reproduisent « un tableau déjà amplement présent chez Johann Gottfried von Herder » avec lequel il partage « la même obsession du déclin inéluctable de l’Occident ».

## Réception critique
Dans L'Express, Alexis Lacroix trouve passionnant l'« essai du polémiste-historien ». L'opinion de Zemmour, « plébéienne et réaliste, populaire et adversaire des grands signifiants d'universalité », lui rappelle les réquisitoires du nationaliste Maurice Barrès à la fin du XIXe siècle contre les élites de la Troisième République et leurs « chimères sans frontières ».
Dans Valeurs actuelles, l'historien Jean-Marc Albert reproche à Zemmour de vanter les mérites de Robespierre.
Sur France Culture, Guillaume Erner considère que l'ouvrage est l’œuvre d'un « réactionnaire intégral ».

## Controverses

### Division des médias sur la promotion du livre
Les médias sont divisés sur le traitement à réserver au livre de Zemmour. Ainsi, dans Libération, Laurent Joffrin et Mario Stasi, sur le site de la LICRA (qu'il préside) critiquent ceux qui invitent Éric Zemmour. Ainsi pour Joffrin : « Il faut désormais appeler un chat un chat et Zemmour un raciste. Quant à ceux qui l’invitent en rangs serrés pour promouvoir son livre à coups d’insanités, ils sont renvoyés à leurs responsabilités ».
Sur le service public, les portes lui sont quasi fermées. Son passage annoncé dans l'émission On n'est pas couché est annulé par la société de production,. Interrogé, Laurent Ruquier explique avoir décidé de ne pas l'inviter,. De son côté, France Télévision dément toute interdiction d'antenne. Il est néanmoins invité sur France Inter dès la parution de Destin français car pour Laurence Bloch « Éric Zemmour vend des ouvrages à des centaines de milliers d'exemplaires, c'est une réalité. On a fait attention à ce que ça ne soit pas une zone de combat mais une zone de débat (...) C'est l'honneur du service public que de savoir travailler avec la raison et pas seulement l'indignation ».
Le traitement est différent sur les chaines privés où Zemmour présente son livre sur Sud Radio, C8, dans plusieurs émissions de BFM TV, du groupe RTL et sur LCI. Ainsi son directeur, Fabien Namias, se déclare t-il « défavorable au boycott par nature et par conviction » car pour lui « Journalisme et boycott ne font pas bon ménage. Il est en tête des ventes (...). Nier ce phénomène [Zemmour], c'est nier une partie du débat idéologique et politique en France ». Seul Jean-Jacques Bourdin refuse de recevoir Zemmour dans Bourdin Direct.
Face à une pétition pour qu'« Eric Zemmour soit interdit de plateau », celui-ci répond : « Ces gens ne vont pas assez loin. Ils doivent proposer mon exil à Sainte-Hélène, qu’on rétablisse, pour moi, le bagne à Cayenne. Il faudrait songer au rétablissement de la guillotine place de la Concorde… ».
Une décision éditoriale  est prise au groupe Challenges pour que Le Nouveau Magazine littéraire, L'Histoire et Historia ne parlent pas du livre, afin que la polémique ne prenne pas le pas sur les enjeux d'actualité de plus grande importance.

### Polémique en marge du livre
Interrogé sur ce sujet par Thierry Ardisson dans l'émission Les Terriens du dimanche ! diffusée le 16 septembre 2018, il regrette que les prénoms des enfants donnés en France ne soient plus ceux du calendrier des saints, comme prévu par la loi jusqu'en 1993. La chroniqueuse Hapsatou Sy, née en 1981 avant le changement de la loi, l'interpelle : « Je m’appelle Hapsatou et je suis française ». Il répond : « Eh bien votre mère a eu tort de vous appeler ainsi, elle aurait dû prendre un prénom du calendrier et vous appeler Corinne par exemple, ça vous irait très bien ». Dans la suite de l'échange, coupée au montage, Zemmour affirme que le prénom Hapsatou « est une insulte à la France ». Hapsatou Sy porte plainte. En octobre 2020, Zemmour est renvoyé devant le tribunal correctionnel pour « injure à caractère racial ». Il est condamné, jeudi 28 mars 2024, par la cour d’appel de Paris pour injure à caractère raciste.